# 定妃
定妃，中国及朝鮮半島妃嫔封号。

## 曾封定妃者

### 中國
- 明代定妃

1. 吴定妃，明世宗妃。

- 清代定妃

1. 定妃萬琉哈氏，康熙帝妃。

### 朝鮮
- 高麗定妃

1. 定妃安氏，恭愍王妃